# Kealakekua
Kealakekua es un lugar designado por el censo (en inglés, census-designated place, CDP) situado en el condado de Hawái, en el estado de Hawái, Estados Unidos. Según el censo de 2020, tiene una población de 2307 habitantes.

## Geografía
La localidad está ubicada en las coordenadas 19°31′43″N 155°54′40″O / 19.52861, -155.91111 (19.528665, -155.911108). Según la Oficina del Censo, tiene una superficie de 25.89 km², correspondientes en su totalidad a tierra firme.

## Demografía
Según la estimación 2018-2022 de la Oficina del Censo, los ingresos medios de los hogares de la localidad son de $78,646 y los ingresos medios de las familias son de $110,461. Alrededor del 5.7% de la población está por debajo de la línea de pobreza.